# William Hutton
William Hutton  (Sunderland, 26 de julho de 1797 — 1860) foi um geólogo e paleontólogo britânico. 

## Publicações
Com John Lindley (1799-1865), publicou de 1831 a 1837, The Fossil Flora of Great Britain, or Figures and Descriptions of the Vegetable remains found in a Fossil State in the Country, em trê volumes.